# اسرابتة (لحنيبلات)
اسرابتة هو دُوَّار يقع بجماعة لمراسلة، إقليم آسفي، جهة مراكش آسفي في المملكة المغربية. ينتمي الدوّار لمشيخة لحنيبلات التي تضم 19 دوار. يقدر عدد سكانه بـ 360 نسمة حسب الإحصاء الرسمي للسكان والسكنى لسنة 2004.

## روابط خارجية
- البوابة الوطنية للجماعات الترابية
- المندوبية السامية للتخطيط